# Водом активирана батерија
Водом активирана батерија је електрична батерија која се активира водом је резервна батерија за једнократну употребу која не садржи електролит и стога не производи напон док се не потопи у воду неколико минута.

## Опис
Обично се велики број водених раствора може користити уместо обичне воде. Овај тип батерија је посебно дизајниран да мање загађује животну околину због мање употребе или одсуства тешких метала. Батерије које се активирају водом коришћене су у радиосондама које не би требало да садрже тешке метале јер редовно падају на земљу или површину океана и тамо остају на неодређено време.
Комплети који користе ћелије бакра-магнезијума активиране водом или самим течним узорком су такође у развоју. Још једну батерију која се активира водом изумео је Сусуму Сузуки из Тотал Систем Кондуктор-а. Алуминијумске аноде се користе на многим батеријама које се активирају водом дизајниране за употребу са сланом водом као што је морска вода. ХидроПак користи кертриџе за једнократну употребу које се активирају водом као алтернативу оловним батеријама и преносивим генераторима. Користи воду додату натријум борохидриду који ослобађа водоничко гориво за горивну ћелију мембране за протонску измену. Може се поново пунити једноставном заменом кертриџа за гориво, а не дугим пуњењем које захтевају друге батерије.